# Em Família (programa de televisão)
Em Família é um talk show transmitido na TVI desde 21 de novembro de 2020.
Inicialmente sem apresentadores fixos, o programa a partir de 2021 e até fevereiro de 2025 foi geralmente apresentado por Maria Cerqueira Gomes e Ruben Rua aos sábados à tarde.
A partir de 15 de junho de 2024 o programa passou a ser exibido também durante o período da manhã de sábado, entre as 10h e as 13h, altura em que o apresentador Nuno Eiró se juntou à equipa de apresentadores fixos do programa.
Entre 19 de julho de 2024 e maio de 2025 a emissão da manhã de sábado do programa foi emitida entre as 10h e as 12h.
Neste sentido, a partir de junho de 2024, a emissão da manhã do programa foi apresentada por Maria Cerqueira Gomes e Nuno Eiró. Na emissão da tarde este último cedeu o lugar a Ruben Rua.
A partir de setembro de 2024, devido aos novos programas apresentados por Nuno Eiró, Idevor Mendonça assume a apresentação da emissão da manhã do programa com Maria Cerqueira Gomes.
Devido ao término do programa Somos Portugal, a partir da segunda quinzena de novembro de 2024, Maria Cerqueira Gomes deixa as manhãs do programa e é Mónica Jardim quem assume o lugar, ao lado de Idevor Mendonça.
Com a estreia do novo programa Quero o Divórcio!, em fevereiro de 2025, o programa deixou de ser transmitido aos sábados à tarde. Neste sentido, Maria Cerqueira Gomes e Ruben Rua ficam sem regresso definido ao programa.
A partir de 1 de março de 2025 o programa passou também a ser transmitido aos domingos de manhã entre as 11h e as 13h, em substituição das anteriores emissões de sábado à tarde. Estas emissões são apresentadas por Mónica Jardim e Idevor Mendonça. A partir de maio de 2025, passou a ser transmitido entre as 12h e as 13h aos domingos..
A partir de maio de 2025, o programa passou a ser transmitido entre as 9h e as 12h aos sábados.
Atualmente, o programa é emitido aos sábados de manhã (entre as 9h e as 12h) e aos domingos de manhã (entre as 11h e as 12h) com apresentação de Mónica Jardim e Idevor Mendonça.

## Apresentadores
| Apresentador/a  | Anos            |
| --------------- | --------------- |
| Idevor Mendonça | 2024 - presente |
| Mónica Jardim   | 2024 - presente |

### Antigos/substitutos
| Apresentador/a        | Anos                          |
| --------------------- | ----------------------------- |
| Cristina Ferreira     | 2020                          |
| Manuel Luís Goucha    | 2020 / 2021                   |
| Cláudio Ramos         | 2020 / 2021 / 2022 / 2023     |
| Maria Cerqueira Gomes | 2020 - 2025                   |
| Ruben Rua             | 2021 - 2025                   |
| Maria Botelho Moniz   | 2021                          |
| Pedro Teixeira        | 2021 / 2022 / 2023            |
| Pedro Fernandes       | 2021                          |
| Nuno Eiró             | 2021/ 2024 / 2025 - presente  |
| Iva Domingues         | 2021 / 2022 / 2025 - presente |
| Mafalda de Castro     | 2021 / 2022 / 2023            |
| Marta Gil             | 2023                          |
| Alice Alves           | 2023                          |
| Fernanda Serrano      | 2024 / 2025                   |

## Repórteres
- José Lopes (2021 - 2024/2025)
- Marisa Cruz (2022)
- Sofia Vasconcelos (2023)
- Sérgio Ferreira (2022)
- Susana Pinto (2022 - 2024)
- Daniela Magalhães (2022)
- António Bravo (2023)
- Rafaela Granado (2024 - presente)
- Ruben Rua (2024)
- João Montez (2024/2025)
- Raquel Almeida (2024 - presente)
- João Valentim (2025 - presente)
- Iva Domingues (2025)
- Nuno Eiró (2025)

## Comentadores
- Lili Caneças (2022-2023)
- António Bravo (2022-2023)
- Susana Pinto (2022-2023)